# Kiribatirohrsänger

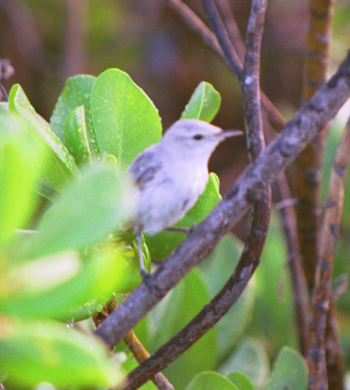
Fanning-Rohrsänger (Aufnahme: 2011)

Der Kiribatirohrsänger, früher Fanning-Rohrsänger (Acrocephalus aequinoctialis), kiribatisch als Bokikokiko bezeichnet, ist eine  Vogelart aus der Gattung der Rohrsänger, die auf Kiribati endemisch ist.

## Merkmale
Der Rohrsänger erreicht eine Körperlänge von 16 cm und ein Gewicht von 25 g. Im Kontrast zur grauen Oberseite stehen der helle Bürzel, die hellen Oberschwanzdecken und der dunkelgraue Schwanz. Die Spitzen der mittleren- und der großen Armdecken formen zwei weißliche Flügelbinden, die Ränder der Schwungfedern einen hellen Flügelspiegel. Adulte Exemplare der Unterart A. a. aequinoctialis zeigen einen auffälligen, langen, weißen Überaugenstreif, der von der Schnabelbasis bis hinter die Ohrdecken reicht, hinter dem Auge allerdings blass grau verwaschen ist. Die Unterseite ist weißlich mit blass grauer Fleckung an der Brust. Die Unterart A. a. pistor ist etwas größer als die Nominatform. Sie trägt einen gräulichen, undeutlichen Überaugenstreif, ihre Unterseite ist hellgrau verwaschen und die untere Kehle und die obere Brust sind undeutlich gestrichelt.
Der relativ kurze Schnabel ist dunkelgrau, die Schnabelbasis zum Unterschnabel hin blass rosa. Die Beine sind ebenfalls dunkelgrau. Die Iris ist matt braun.

## Vorkommen
Die Art kommt heute nur auf dem zu den Nördlichen Line Islands zählenden Atoll Kiritimati (vormals Christmas Island oder Weihnachtsinsel) und auf Teraina (Washington Island) vor, auf der der endemische Brutvogel noch in den 1980er Jahren weiter verbreitet war, früher auch auf Tabuaeran (Fanninginsel), woher die Bezeichnung Fanning-Rohrsänger stammt und dort seit 1972 nicht mehr nachgewiesen wurde.

## Lebensweise
Der Kiribatirohrsänger ist ein ortsfester, nur ungern fliegender Vogel. Seine Nahrung sucht er meist am Boden, in niedrigen Bodendeckern und in toten oder niedrigen Ästen in Bodennähe. Er ernährt sich von Insekten, einschließlich Fliegen und Großlibellen, und kleinen Echsen.
Es wird angenommen, dass die Tiere monogam sind und die Paare ein Leben lang zusammen bleiben. Das Nest wird in Strand Sonnenwenden in einer Höhe von sechs bis sieben Meter gebaut. Es besteht hauptsächlich aus Gras, aber auch aus Teilen der Kokospalme und bei Nähe menschlicher Ansiedlung aus künstlichen Stoffen wie Plastik. Das Gelege besteht auf zwei bis vier Eier und wird nur vom Weibchen bebrütet. Die Nestlinge werden jedoch von beiden Elternteilen gefüttert. Über Brutdauer und die Zeit, bis die Nestlinge flügge werden, ist nichts bekannt.

## Gefährdung
Das Verbreitungsgebiet der Art ist auf wenige Atolle der Nördlichen Line Islands beschränkt. Sie ist durch eingeführte Ratten und Katzen, durch schlecht geplante Einwanderung, Feuer und Verlust des Lebensraums durch Abholzung für den Anbau von Kokospalmen und nachfolgendem Bewuchs durch Pluchea indica gefährdet. Auch die Jagd mit Schleudern durch Kinder stellte eine Bedrohung dar. Der abnehmende Bestand wird auf 3500–15000 Individuen geschätzt. Dieser Rohrsänger wird deshalb von der IUCN in der Kategorie stark gefährdet (EN, endangered) gelistet.

## Unterarten
Es sind zwei Unterarten beschrieben:
- Acrocephalus aequinoctialis aequinoctialis (Latham, 1790) – Kiritimati (vormals Christmas Island, „Weihnachtsinsel“, Nördliche Line Islands).
- Acrocephalus aequinoctialis pistor Tristram, 1883 – Teraina und Tabuaeran (zwei Atolle der Nördlichen Line Islands), auf Tabuaeran inzwischen ausgestorben.[1]